# باشگاه فوتبال شروراسپور
باشگاه فوتبال شروراسپور (به لاتین: Sharurspor PFK) یک باشگاه و تیم فوتبال پیشین در جمهوری آذربایجان است که در شهر باکو فعالیت داشت.